# 스타트 포 텐
《스타트 포 텐》(영어: Starter for 10)은 영국과 미국에서 제작된 톰 본 감독의 2006년 코미디 드라마 영화이다. 데이비드 니컬스의 동명 소설을 각색하였다. 제임스 매커보이 등이 출연하였고, 게리 게츠먼 등이 제작에 참여하였다.

## 출연진
- 제임스 매커보이
- 앨리스 이브
- 리베카 홀
- 도미닉 쿠퍼
- 제임스 코든
- 사이먼 우즈
- 캐서린 테이트
- 찰스 댄스
- 린지 덩컨
- 베네딕트 컴버배치
- 마크 게이티스

## 기타 제작진
- 배역: 니나 골드
- 미술: 세라 그린우드